# Michael Beck (Hip-Hop-Musiker)

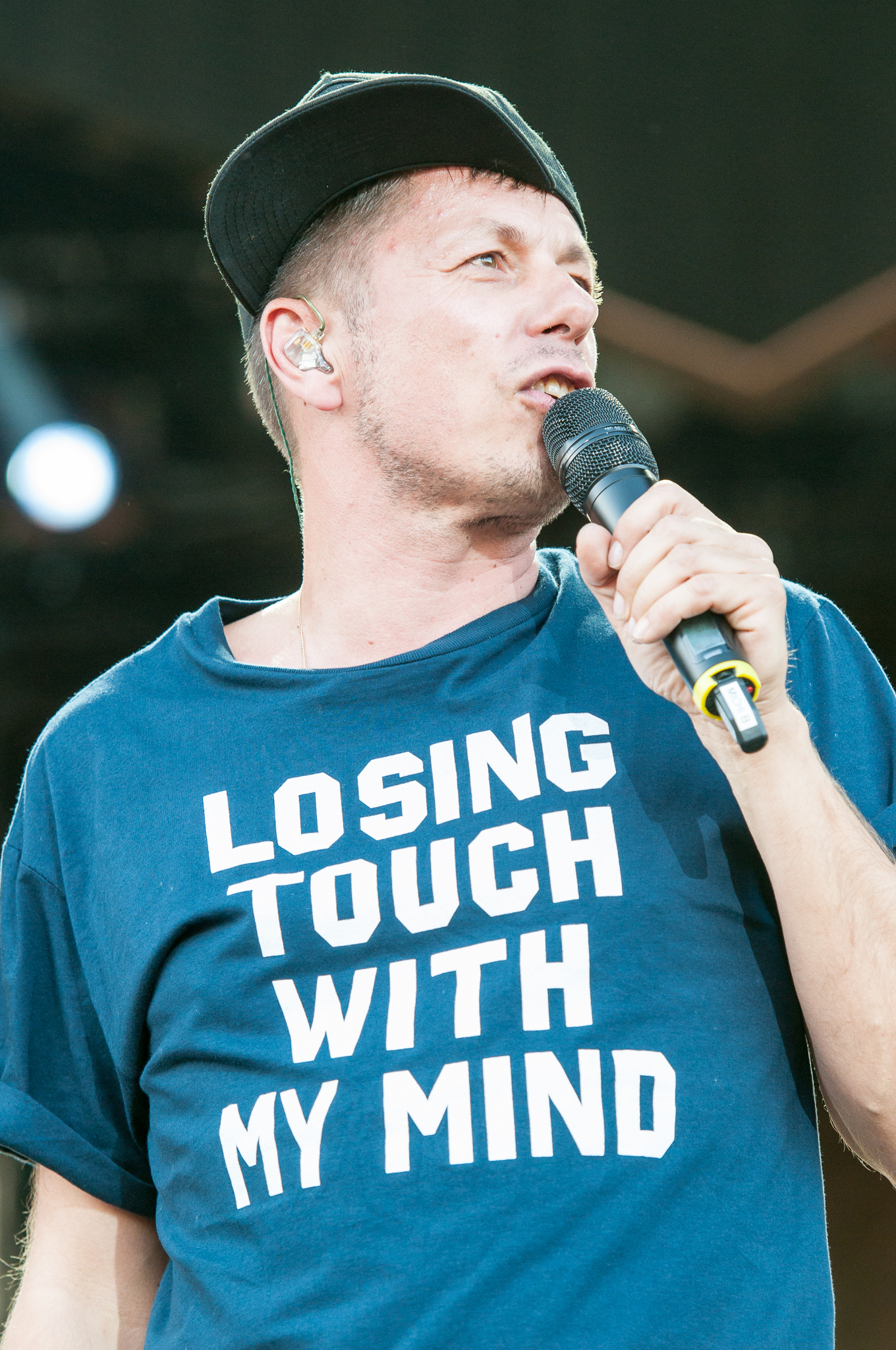
Michael Beck (2014)

Michael „Michi“ Beck (* 11. Dezember 1967 in Stuttgart), auch bekannt unter den Künstlernamen Hausmarke, Dee Jot Hausmarke sowie vormals King Burger B, ist ein deutscher Musiker und Mitglied der Hip-Hop-Formation Die Fantastischen Vier. Er übernimmt in der Band neben dem Sprechgesang den Part des DJs und des MCs. Außerdem ist er Teil des Duos Turntablerocker.

## Leben
Michael Beck hat sich schon in seiner Schulzeit für Discomusik interessiert, die zu dieser Zeit nicht populär war. Nach der 11. Klasse verließ er das Stuttgarter Karls-Gymnasium und machte auf Wunsch seiner Eltern von 1987 bis 1990 eine Lehre als Groß- und Außenhandelskaufmann, die ihm aber nicht gefiel. Für ihn war klar, dass er Künstler werden wollte und so schaffte er sich eine große Sammlung von Platten an und brachte sich das DJing bei. Mitte 1987 kam es zum ersten Kontakt mit Thomas D, Andreas Rieke und Smudo und es entstand das Terminal Team, die heutigen Fantastischen Vier. Außerdem übernahm er die deutsche Synchronisation des Skipper in Madagascar, Madagascar 2, Madagascar 3: Flucht durch Europa und Die Pinguine aus Madagascar. Nach dem Ausstieg von The BossHoss und Nena war Michael Beck zusammen mit Smudo von 2014 bis 2018 Coach bei The Voice of Germany, 2019 wurden sie durch Alice Merton ersetzt. 2021 waren die beiden Coaches bei The Voice Kids.
Beck lebt zusammen mit seiner Ehefrau und zwei gemeinsamen Töchtern in Berlin.

## Solokarriere
Sein Soloalbum Weltweit produzierte er 1998 zusammen mit seinem DJ-Kollegen Thomilla in den Stuttgarter Benztown Studios. Die beiden trafen sich erstmals 1994 in einem Stuttgarter Plattenladen und stellten fest, dass sie sich beide für die gleiche Musik interessierten und viele Gemeinsamkeiten hatten. Das erste Ergebnis ihrer Zusammenarbeit wurde Weltweit wobei der Titel wörtlich genommen werden kann. Hausmarke holte sich Verstärkung von verschiedenen Black Music Acts. Neben Becks Stuttgarter Kollegen Afrob und Max von Freundeskreis kamen auch noch MC Rene, Billy Allen und Bandkollege Smudo mit ins Studio, um mit ihm ein paar Tracks einzuspielen. Global wurde das Album durch die Zusammenarbeit mit Wyclef Jean (Fugees), Melle Mel & Scorpio (Grandmaster Flash & The Furious Five) und Yvette Michelle. Jeder von ihnen ist auf einem gemeinsamen Stück mit Hausmarke auf der CD zu hören. Aus dem Album wurden die folgenden Singles ausgekoppelt:
- 1998: „Mädchen N° 1“
- 1998: „Turntablerocker (Beweg Deinen Popo)“ (feat. Max)
- 1998: „Für immer“ (feat. Yvette Michelle)

Weitere Werke (u. a.):
- 1999: „On Courts Toujours“ (Deborah feat. Hausmarke, veröffentlicht auf dem Four-Music-Label-Sampler Four Elements)
- 1999: „Nutten“ (DJ Thomilla feat. Hausmarke & Spezializtz; ebenda)

Gastbeiträge
- 1998: „Susanne zur Freiheit“ (mit den Fischmob Allstars)
- 2014: „Do They Know It’s Christmas? (Deutsche Version)“ (mit Band Aid 30 Germany)

## Filmografie

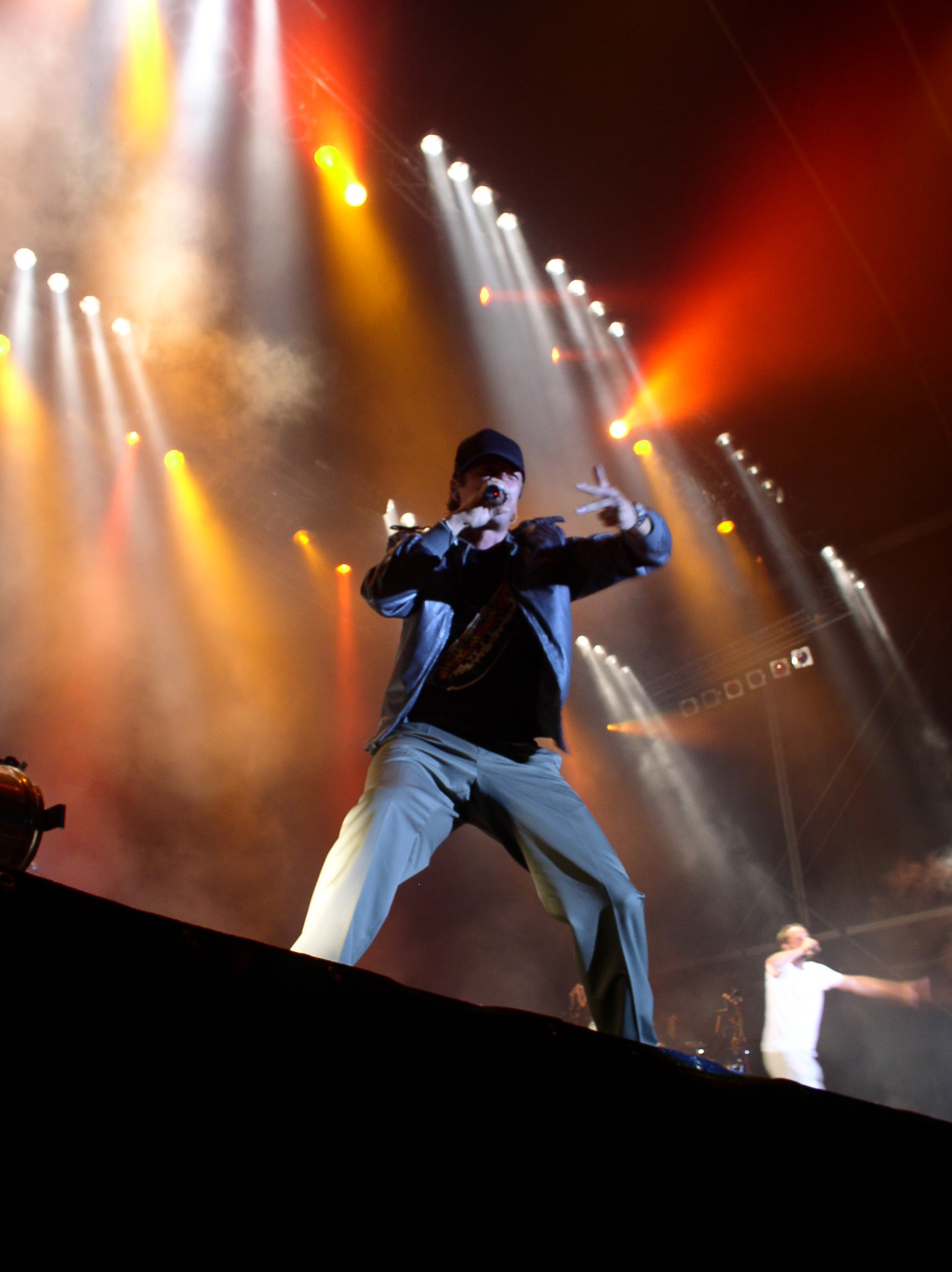
Dee Jot Hausmarke beim Berlin-05-Festival

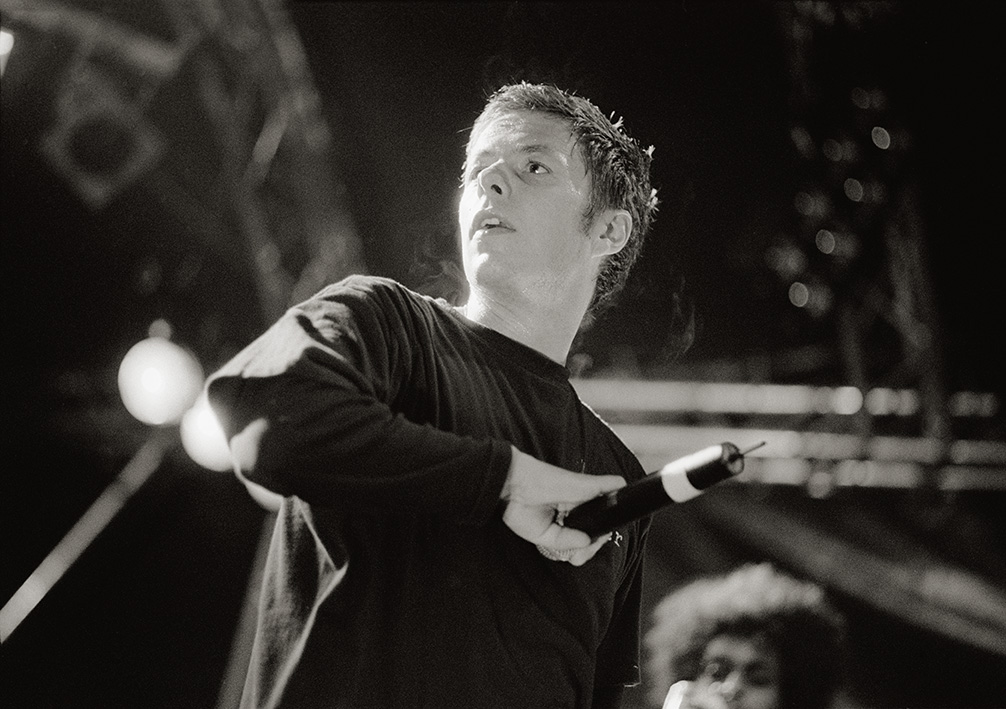
Schenefeld 1998

- 2001: Was Geht – Die Fantastischen Vier
- 2005: Madagascar (dt. Synchronstimme von Skipper)
- 2008: Madagascar 2 (Madagascar: Escape 2 Africa, dt. Synchronstimme von Skipper)
- 2012: Madagascar 3: Flucht durch Europa (Madagascar 3: Europe’s Most Wanted, dt. Synchronstimme von Skipper)
- 2014–2018, seit 2025: The Voice of Germany (Coach)
- 2014: Die Pinguine aus Madagascar (Penguins of Madagascar, dt. Synchronstimme von Skipper)
- 2019: A Toy Story: Alles hört auf kein Kommando (Toy Story 4, dt. Synchronstimme von Duke Caboom)
- 2019: Wer vier sind (Dokumentarfilm)
- 2020–2021: Joko & Klaas gegen ProSieben (Gastauftritte)
- 2021: Das Duell um die Welt – Team Joko gegen Team Klaas (Gastauftritt)
- 2025: Das 1% Quiz - Wie clever ist Deutschland?, SAT1 (Gast)